# پترسرودا
پترسرودا (به آلمانی: Petersroda) یک منطقهٔ مسکونی در آلمان است که در زاندرزدوف-برنا واقع شده‌است. پترسرودا ۶۱۷ نفر جمعیت دارد.